# 新家綾子
新家綾子（あらいえ　あやこ 1987年（昭和62年）3月10日 - ）は、2000年代前半から中頃にかけて近畿地方のテレビ・ラジオを中心に活動していたアイドル、タレント、ファッションモデル。 同志社女子大学卒業。

## 来歴
2004年（平成16年）、「京都!ちゃちゃちゃっ」のアシスタント「ちゃちゃっ娘。」の一期として2005年（平成17年）3月まで務める。
関西テレビ☆京都チャンネル「京都!ちゃちゃちゃっ」では天真爛漫なロケ、スタジオトークで人気をはくす。番組最終回終了時に「大学に行きます」と言い、その後同志社女子大学に進学する。
「京都!ちゃちゃちゃっ」のレポーター陣3人と関西テレビ岡安譲アナとで始まった番組「謎解き女パラダイス」はその後、「謎パラ」となり約3年間続く。
関西テレビ「トミーズの腹ペコ亭」ではグルメレポーター、番組内ユニット「Goo♡Goo」の一員として活動。エンディング曲を着うた配信
関西テレビ☆京都チャンネルで番組化され「Goo Goo」が放送される。
大学卒業後ABCクッキングスタジオで料理講師、パン講師となっている。
2011年10月からFM草津「ラジオジャングル」アシスタントに就任。

## 出演番組

### テレビ
KBS京都＆関西テレビ☆京都チャンネル
- 「京都!ちゃちゃちゃっ」第一期ちゃちゃ娘 - （2004年4月 - 2005年3月）
- 「笑激!!よしもとライブ」アシスタント（終了）

関西テレビ☆京都チャンネル
- 「京都謎解きおんなパラダイス」（ちゃちゃ娘） - （2004年12月29日 - 2005年3月26日）
- 「謎パラ?」（ちゃちゃ娘） - （2005年5月6日 - 2006年3月15日）
- 「Goo♡Goo～街ぺこハンターズ～」トミーズのはらぺこ亭から派生した番組。

関西テレビ
- 「トミーズのはらぺこ亭」（2006年7月 - 2007年3月） - グルメリポーター・番組内ユニット「Goo♡Goo」第 3期メンバー

KBS京都・サンテレビ
- 「笑激よしもとライブ」（アシスタント）

### ラジオ
- 「よしもとチャーターBOX」
- FM草津「ラジオジャングル」

## 作品

### DVD
- 新家綾子 キッス・青リンゴ（2004年）